# Pesells
Els Pesells és una muntanya de 576 metres que es troba al municipi d'Horta de Sant Joan, a la comarca de la Terra Alta.